# Nychiodes persuavis
Nychiodes persuavis är en fjärilsart som beskrevs av Eugen Wehrli 1929. Nychiodes persuavis ingår i släktet Nychiodes och familjen mätare. Inga underarter finns listade i Catalogue of Life.